# Língua sateré-maué
Sateré-maué ou sateré-mawé é uma língua da família linguística maué, do tronco tupi, utilizada pelos Sateré-mawés. Das línguas faladas na Região amazônica, o Sateré-Mawé (também conhecido como Sateré ou Mawé) apresenta grande representatividade regional não só por conta de seu número de falantes, cerca de 8.900 pessoas, mas também por ter sua área localizada numa região próxima aos municípios de Parintins, Barreirinha e Maués e relativamente próxima à capital Manaus, com intenso fluxo migratório desses indígenas para esses centros urbanos e, em sua maioria, para Manaus.
A primeira menção sobre os índios Sateré-Mawé em documentos históricos foi feita em 1691. Desde então, receberam diferentes denominações dadas por missionários, cronistas e naturalistas, viajantes e outros, em seus relatos e notícias do passado: Maooz, Mabué, Mangues, Jaquazes, Manguases, Mahués, Magués, Mauris, Mawé, Maraguá, Arapium, Andirazes, Maraquazes, Maués.
Em 2023, foi declarada língua oficial do Amazonas, juntamente com outras 15 línguas indígenas.
Informações sobre o contexto etnográfico da região estão registradas em relatos de cronistas e viajantes que, desde o século XVII, contam a história dos indígenas que habitavam densamente a região do Tapajós-Madeira, dentre eles, os Sateré-Mawé. Segundo os relatos, esta nação indígena habita a área etnográfica do Tapajós-Madeira desde tempos imemoriais. Ainda segundo os relatos, essa é a área originária do povo Sateré-Mawé, delimitada ao norte pelas ilhas tupinambaranas (médio rio Amazonas) e ao sul pelas cabeceiras do rio Tapajós.
Como ocorre com outras sociedades indígenas, os Sateré-Mawé tiveram um longo processo de demarcação de suas terras, que se iniciou em 1978 e terminou com a homologação em 1986. Atualmente, a Terra Indígena Andirá-Marau compreende 788.528 hectares com perímetro de 477,7 km, ocupando parte dos territórios dos estados do Amazonas e do Pará. A área está distribuída pelos municípios de Maués, Parintins e Barreirinha, no Amazonas, e pelos municípios de Itaituba e Aveiro, no Pará. Apesar de demarcada e homologada, a terra indígena não é, nem de longe, o que foi o território Sateré-Mawé antes da chegada dos não indígenas. Apesar disso, os índios garantem que ainda têm a melhor parte do seu território ancestral.
| Mawé                  | Português                   | Espanhol                       |
| Acuri                 | cutia                       | agutí (roedor nocturno)        |
| Aeuató                | onça                        | jaguar                         |
| Agua-ré               | cachorro                    | cachorro                       |
| Aicopé                | aonde                       | dónde                          |
| Aicotain              | como tem passado            | como lo pasaste                |
| Amaú                  | porco                       | cerdo                          |
| Amaú-pé               | couro de porco              | cuero de cerdo                 |
| Anon                  | arara                       | guacamayo                      |
| aat                   | sol                         | sol                            |
| ahaivô                | velho, ancião               | viejo, anciano                 |
| ahore                 | periquito                   | periquito                      |
| ahê ecô mahê          | gosto de cachaça            | gusto de la bebida             |
| Aicaaivat             | o deus dos índios           | Dios de los indios             |
| aicotã erecoçá?       | como está passando?         | cómo estás?                    |
| aitouambora           | tucunaré                    | pez                            |
| amandá                | ananás                      | ananá                          |
| amonqui suap          | algodão fiado               | hilado de algodón              |
| amungauara            | jibóia                      | boa constrictor                |
| apá                   | lontra                      | nutria                         |
| aquara                | flauta                      | flauta                         |
| areenô                | eu como                     | como yo                        |
| arepi neindeque       | vou pescar                  | voy a pescar                   |
| aretá nôo ca pê       | vou à roça                  | me voy a la finca              |
| aretá nôo capê ocotoc | vou à roça pegar timbó      | voy a la finca a buscar timbó. |
| aretá teena           | já vou                      | allí estaré                    |
| aretô uhê urá uê?     | que comida você vai servir? | que comida vas a servir?       |
| arevaque              | chorar                      | llorar                         |
| arevê ietê            | vou tomar banho             | me voy a bañar                 |
| aricoçá uaitê i       | não estou passando bem      | no me va bien                  |
| ariquê                | vou dormir                  | voy a dormir                   |
| ariê                  | fogo                        | fuego                          |
| ariê                  | fósforos                    | fósforos                       |
| ariê-andê             | tocha                       | antorcha                       |
| arê eotxi             | tenho sede                  | tengo sed                      |
| athê heiê deni        | quero comprar uma rede      | quiero comprar una hamaca      |